# سیارک ۹۳۰۸
سیارک ۹۳۰۸ (به انگلیسی: 9308 Randyrose، نامگذاری:1987SD4) نه هزار و سیصد و هشتمین سیارک کشف شده‌است که در ۲۱ سپتامبر ۱۹۸۷ کشف شد.
قدر مطلق سیارک برابر ۱۴٫۲۰ است.